# Однажды (фильм, 2013)
«Одна́жды» — российская мелодрама с элементами комедии режиссёра Рената Давлетьярова, снятая по повести Юрия Короткова «Американка» и являющаяся ремейком фильма «Американка» 1997 года. Это второй совместный проект режиссёра Рената Давлетьярова, сценариста Юрия Короткова, оператора Семёна Яковлева и актрисы Дарьи Мельниковой после детектива «Стальная бабочка». Саундтрек к фильму написал итальянский композитор Никола Пьовани.
8 августа 2014 года картина стала фильмом открытия XXII кинофестиваля «Окно в Европу». В российский прокат фильм вышел 21 мая 2015 года.

## Сюжет
Астрахань, 1972 год. Главный герой Лёшка Колядко влюблён в Таньку, бывшую девушку своего погибшего брата. Ему ещё не было и 16-ти, а ей уже исполнилось 17. Она носила очень короткую юбку и ходила гулять с ребятами из другого района. Впереди у Лешки был последний звонок, последний год жизни в городке и первое серьезное испытание.
Он согласился с Таней на «американку» — пари, по условиям которого проигравший обязан исполнить любое желание победителя.

## В ролях
- Юрий Дейнекин — Лёшка Колядко
- Дарья Мельникова — Танька
- Никита Калинин — Дёма
- Александр Мельников — Кисель
- Михаил Тройник — Кочет
- Аполлинария Муравьёва — Динка Огурцова
- Сергей Гармаш — дядя Миша
- Кристина Бабушкина — Матильда, классный руководитель
- Андрей Мерзликин — Третьяков, уголовник
- Алёна Каримская — Антонина, сестра Колядко
- Дмитрий Астрахан — массовик-затейник
- Андрей Каляткин — Сашка (озвучивание — Иван Оранский)
- Светлана Улыбина — бабушка Киселя

## История создания
По словам сценариста Юрия Короткова,

Когда много лет назад в руки Ренату Давлетьярову попала моя рукопись, он настолько влюбился в сценарий, что захотел снять эту историю. Но в 1997 году вышла «Американка» Дмитрия Месхиева <…> Посмотрев «Американку», Ренат очень огорчился, потому что совершенно иначе все это себе представлял. И на протяжении 17 лет он мечтал снять новый фильм.

Съёмки картины проходили с августа по октябрь 2013 года в Кировском и Трусовском районах Астрахани.